# Mattenschanze
Il Mattenschanze era un trampolino situato a Gstaad, in Svizzera.

## Storia
Inaugurato nel 1916, l'impianto sito in località Eggli ha ospitato numerose tappe della Coppa del Mondo di salto con gli sci tra il 1980 e il 1990; in disuso dal 1992, è stato definitivamente smantellato nel 2008.

## Caratteristiche
L'impianto si articolava in vari trampolini. Il principale aveva un punto K 88 (trampolino normale); il primato di distanza, 92 m, è stato stabilito dall'austriaco Ernst Vettori nel 1996. I salti minori erano K60, K40, K30 e K15. 